# Vinje kommun, Sør-Trøndelag
Vinje kommun (norska: Vinje kommune) var en kommun i Sør-Trøndelag fylke i Norge. Kommunen omfattade den sydöstra delen av nuvarande Heims kommun och gränsade till Møre og Romsdal fylke i söder och i väster. Byn Vinjeøra utgjorde kommunens centralort.

## Administrativ historik
Vinje kommun upprättades den 1 juli 1924 genom utbrytning ur Hemne kommun. Kommunen hade 716 invånare vid upprättandet.
Den 1 januari 1964 gick kommunen åter upp i Hemne kommun. Kommunens hade då 576 invånare.
Området utgör sedan den 1 januari 2020 en del av Heims kommun.